# Setge de Montsegur
El setge de Montsegur (maig de 1243 - 16 de març de 1244) és un episodi bèl·lic que s'emmarca en els esdeveniments de la Croada albigesa. D'una durada de nou mesos, va enfrontar les forces reials de Lluís IX de França i dels bisbes d'Albi i Narbona, contra Pere Roger senyor de Mirapeis, el qual protegia a Montsegur una comunitat de religiosos càtars amb tota la seva alta jerarquia inclosa.
La pau nascuda després de la signatura del tractat de Meaux el 12 d'abril de 1229, que posava fi a vint anys d'hostilitats entre els senyors del Llenguadoc i el Regne de França i l'Església, es va trencar quan el juny de 1242 el comte de Tolosa va entrar en campanya en el si d'una gran coalició internacional contra el rei de França. De seguida el país es va alçar i el comte va poder alliberar el Rasès, les Corberes i Narbona. Tot i així, la coalició es va trencar després de la dura derrota que va patir el rei d'Anglaterra a Taillebourg i Ramon VII, derrotat, es va veure obligat a firmar una nova pau a Lorris.
Un dels resultats d'aquesta desfeta va ser la campanya contra Montsegur. En un gran concili celebrat a Besiers l'abril de 1243 es va decidir posar fi al reducte de faïdits i heretges que era la muntanya de Montsegur. L'empresa es va dur a terme amb decisió i un mes més tard Hugues des Arcis, senescal reial de Carcassona, posava setge a la muntanya en nom del rei i de l'Església.
La caiguda final de Montsegur després de deu mesos de setge va posar fi al centre d'oposició polític i religiós més important que encara existia al Llenguadoc després de la croada albigesa. Més de 200 heretges van morir en una gran foguera al peu de la muntanya, entre els quals hi havia el bisbe càtar de Tolosa, la diòcesi més important. La destrucció de les estructures sobre les quals s'articulava l'església dels càtars va ser quasi definitiva i la resistència armada que havia sobreviscut als anys de la pau de Meaux va perdre el principal referent que li quedava.

## Historiografia

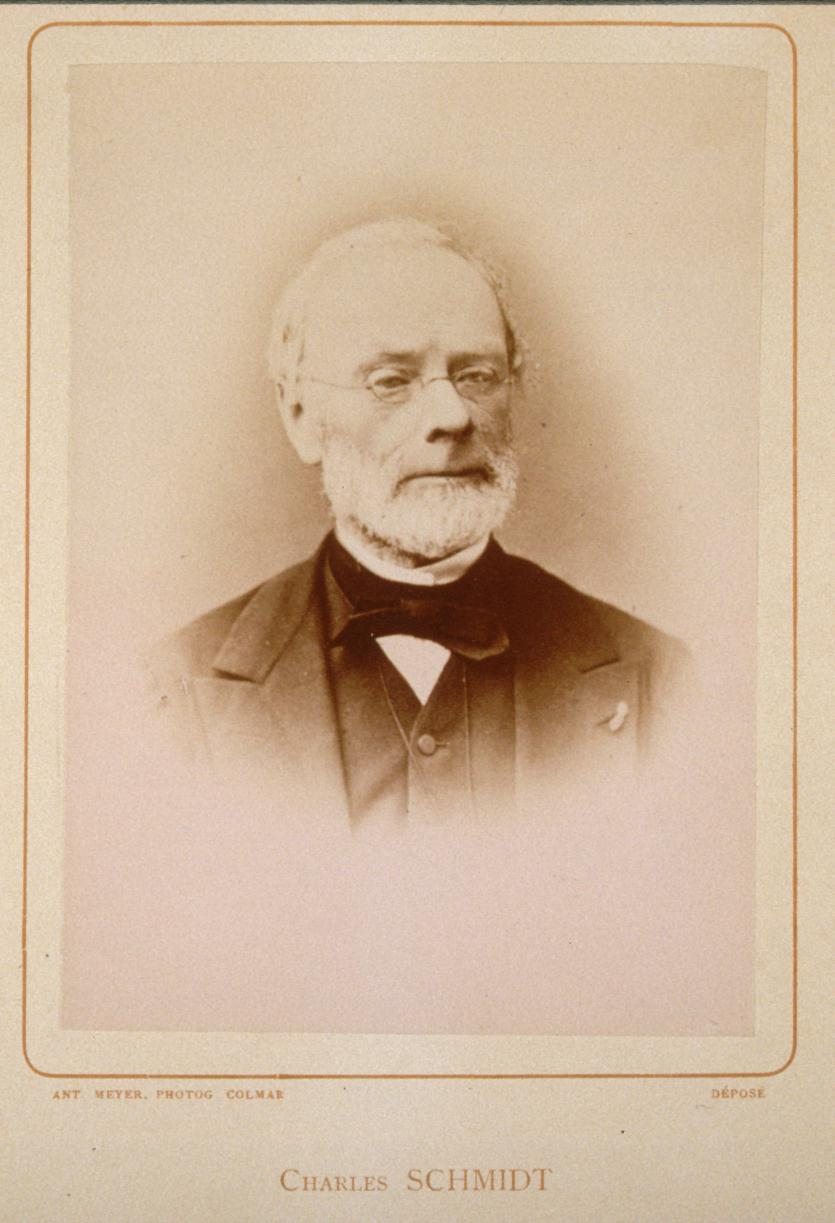
Charles Schmidt en una fotografia de 1887.

L'estudi del setge de Montsegur ha estat influenciat des de bon començament per imaginaris místics i esotèrics que n'han enterbolit el coneixement objectiu. Aquesta mitificació va ser producte de la interpretació lliure i romàntica de les fonts per part d'alguns historiadors del segle xix i la primera meitat del xx.
L'historiador i teòleg alsacià Charles Schmidt va ser el primer en fer referència al setge des d'un punt de vista historiogràfic. En la seva obra Histoire et doctrine de la secte des Cathares ou Albigeois, publicada entre els anys 1848 i 1849, Schmidt va utilitzar algunes fonts dels supervivents per a fer una breu pinzellada dels fets.
Ben aviat, però, la història de Montsegur prendrà una dimensió inusitada de la mà de Napoléon Peyrat. Historiador del catarisme i bon coneixedor de les fonts, publicarà el 1870 la seva gran obra Histoire des Albigeois, en la qual dedicarà pràcticament tot el segon volum a parlar de Montsegur. Tot i així, Peyrat farà una interpretació lliure dels documents i serà el creador de la llegenda d'Esclarmonda i de les històries que han acabat relacionant els càtars i Montsegur amb el Sant Greal. Aquesta mistificació dels esdeveniments va tenir molts deixebles durant les dècades següents i servirà de base perquè els anys 1930, per exemple, l'Alemanya nazi s'interessés pel tema de la mà d'Otto Rahn.
Ja al segle xx l'estudi del setge de Montsegur viurà una nova dimensió, amb uns historiadors de base que començaran a interpretar de manera científica les fonts. La comprensió del setge anirà de mica en mica prenent noves llums i investigadors com Fernand Niel o Yves Dossat n'esdevindran referents destacats durant els anys 1940-1960. En aquesta línia és paradigmàtica la publicació el 1957 de l'obra d'èxit Le bûcher de Montségur de Zoé Oldenbourg, que, malgrat tractar-se d'un estudi sobre el catarisme en termes generals, pren el setge i el seu desenllaç final com a referent.
Durant la segona meitat de segle apareixeran una sèrie d'estudis que se centraran en la vida de Montsegur i els seus deu mesos de setge. El jurista i historiador Jean Duvernoy va ser un autor eminent pel que fa a traducció de textos coetanis de la Croada contra els albigesos; cal destacar la seva traducció al francès de l'original en llatí de les dinou declaracions conservades dels supervivents de Montsegur que van fer davant de la Inquisició.
Altres autors com Anne Brenon o Michel Roquebert també s'han interessat pel setge de Montsegur. Roquebert va dedicar tot el quart volum de la seva Epopée Cathare a parlar-ne, sent actualment l'obra més completa sobre el tema.

## Montsegur

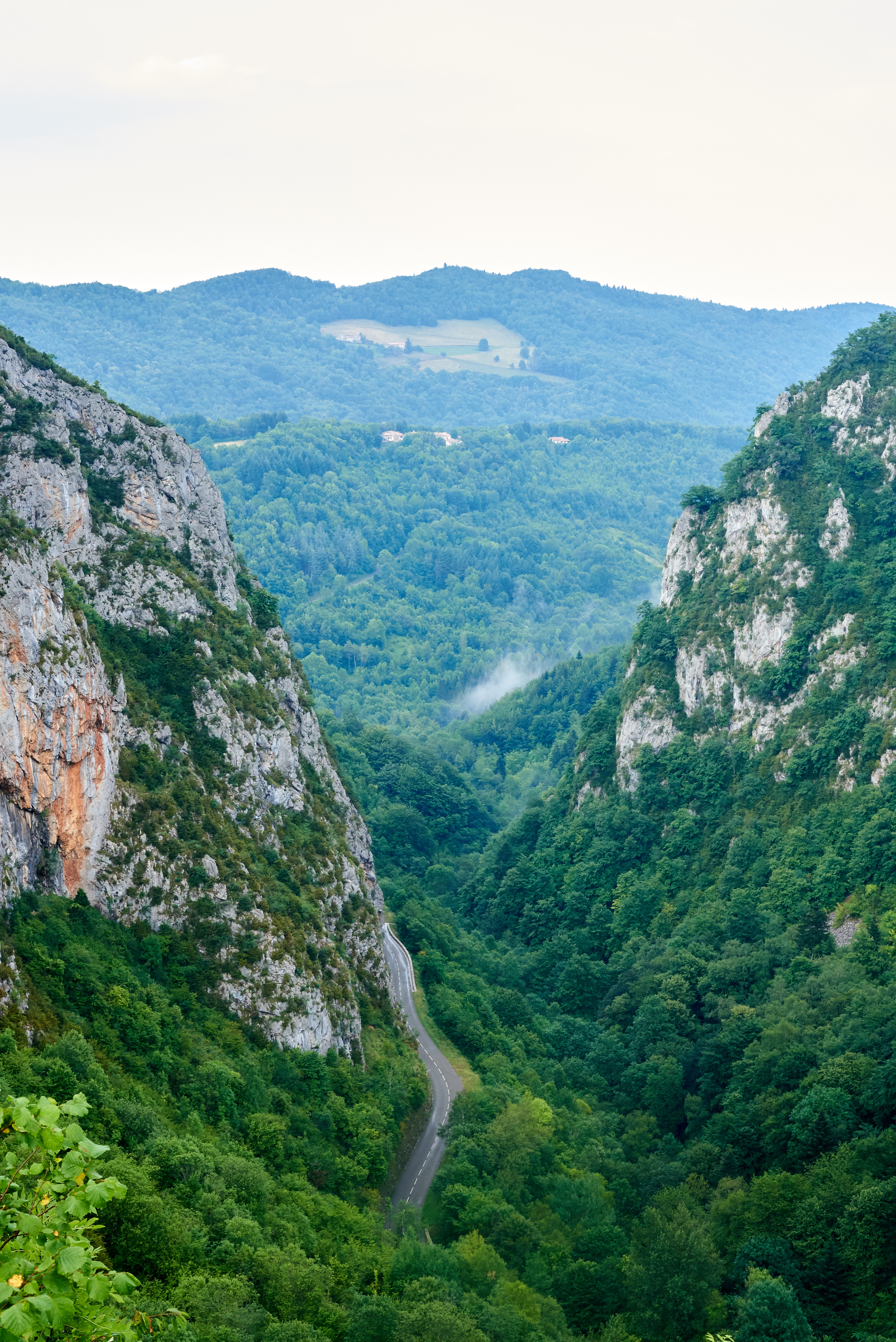
Gorja del Caroulet, formada per l'acció del riu Lasset. La guàrdia del Roc de la Tor servia per vigilar aquest pas.

Montsegur pertanyia durant el segle xii a la família Perelha. El seu castell segurament estava en ruïnes el 1200. Cap el 1204, per alguna raó desconeguda, el diaca càtar de Mirapeis, Raimon Mercier, va demanar a Ramon de Perelha la reconstrucció del castell. S'ha suposat que la jerarquia càtara, preveient els esdeveniments que vindrien, va voler disposar d'un refugi.
Cap el 1230, poc després que la signatura del tractat de Meaux (1229) hagués ensorrat les esperances d'alliberament del país, el bisbe càtar de Tolosa Gilabert de Castres va demanar al senyor Ramon de Perelha l'autorització per fer de Montsegur la capital de l'església dels Bons Homes. A partir d'aquell moment el lloc esdevé la residència i refugi de la jerarquia càtara del Tolosà i el Rasès i en el seu centre d'operacions. També esdevindrà la residència permanent o temporal de cavallers faïdits i de nombroses persones que venien a visitar els religiosos.
Un d'aquests cavallers faïdits serà Pere Roger, senyor desposseït de Mirapeis i cosí del mateix Ramon de Perelha. Pere Roger es convertirà en el cap militar de la plaça de Montsegur.

## Precedents

### La Croada albigesa
La croada contra els albigesos va ser una campanya militar promoguda per Innocenci III el 1209 per combatre l'heretgia albigesa. Aquest conflicte es va desenvolupar sobretot en el territori del Comtat de Tolosa i es va convertir en la primera croada en territori cristià i contra cristians. Tanmateix el que havia de ser una lluita contra l'heretgia es va transformar en, també, una guerra de conquesta d'aquesta part d'Occitània. La noblesa francesa, amb Simó de Montfort al capdavant, va aprofitar l'oportunitat que els va donar la croada per annexionar-se els territoris que conquerien.
Malgrat que les victòries dels croats van ser constants, la resistència del país va dilatar el conflicte durant dècades. Si bé el 1216 Simó de Montfort va retre homenatge a París al rei Felip II de França com a duc de Narbona, comte de Tolosa i vescomte de Besiers i Carcassona, la guerra no s'havia acabat. Aquell mateix any el fill del comte de Tolosa va encapçalar una rebel·lió que va fer trontollar les posicions que havia conquerit França al Llenguadoc.
Tot i així, el 1226 el rei Lluís VIII de França i el papa Honori III van reactivar les hostilitats engegant una nova croada contra els territoris de Tolosa. Els anys de guerra havien desgastat les posicions tolosanes i Ramon VII es va veure obligat a signar, finalment, el Tractat de Meaux-París el 1229, on comprometia el futur del comtat de Tolosa als dominis del rei de França.

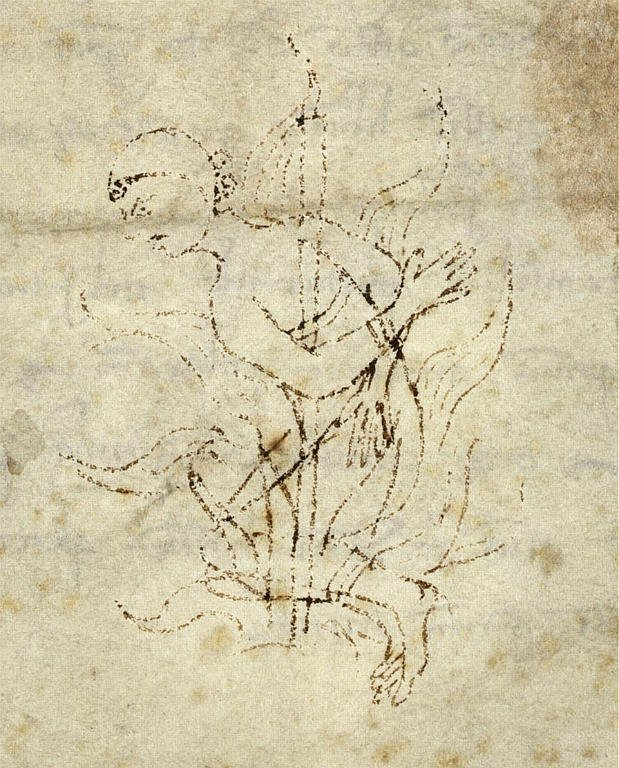
Heretge lliurat a les flames. Miniatura apareguda en un pergamí tolosà del.

### La Inquisició
Després del 1229 les operacions militars es van aturar. Bona part del Llenguadoc oriental, antic vescomtat Trencavell inclòs, havia esdevingut senescalia reial i Tolosa estava destinada a convertir-se en territori capetià amb els compromisos del tractat de Meaux-París. Tanmateix, malgrat els èxits polítics de la croada albigesa, no hi havia hagut cap avenç pel que feia a la lluita religiosa contra l'heretgia. Per aquesta raó, l'abril de 1233 el papa Gregori IX va atorgar als prelats de Tolosa drets per investigar i jutjar en matèria d'heretgia. Era l'inici dels procediments inquisitorials al Llenguadoc.
El zel amb què van fer la seva feina els inquisidors tolosans va provocar episodis de tensió en una societat ja de base molt malmesa per vint anys de guerra. Petites rebel·lions contra aquesta institució van anar apareixent en diferents llocs, com a Tolosa, on el 5 de novembre de 1235 la ciutat va expulsar-ne tots els dominics, responsables de la gestió inquisitorial.

### La revolta Trencavell
L'estiu de l'any 1240 Ramon Trencavell, fill del comte Ramon Roger assassinat a Carcassona el 1209, va creuar els Pirineus al capdavant d'un exèrcit de faïdits occitans, tot ells exiliats a la Corona d'Aragó. Disposat a recuperar els territoris del seu pare, va marxar sobre Carcassona, que va assetjar a partir del mes de setembre. Tanmateix no va aconseguir que la ciutat capitulés i es va veure obligat a aixecar-ne el setge quan l'octubre van arribar els reforços del rei de França.
Assetjat, aquest cop ell i els faïdits, a Mont-real van negociar una pau honorable amb els oficials reials, que els va permetre tornar a creuar els Pirineus amb tot el seu bagatge.

### La revolta de Ramon VII

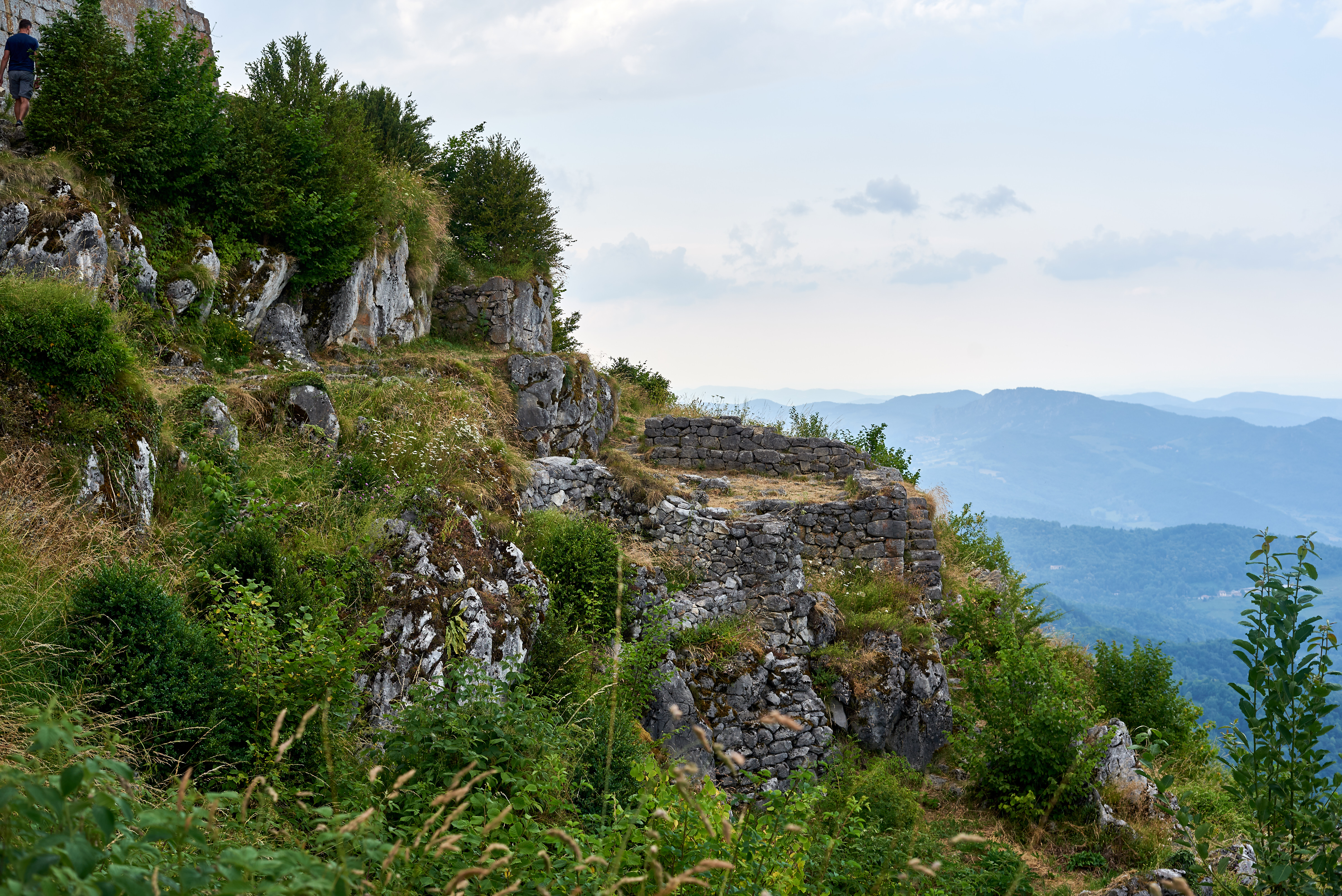
Vestigis del poble de l'època del setge.

L'any 1241 el comte de Tolosa es va afegir a una gran aliança contra el rei de França que incloïa, a part dels principals senyors llenguadocians, la Corona d'Aragó i el regnes de Castella, Navarra i d'Anglaterra.
El maig de 1242 un escamot de faïdits de Montsegur va protagonitzar la massacre dels inquisidors que s'allotjaven a Avinhonet, donant un tret de sortida simbòlic a la nova rebel·lió.
Les conquestes es van succeir de pressa i Ramon VII va recuperar Carcassona, el Menerbès, el Rasès i la senyoria de Mirapeis, podent entrar a Narbona el 8 d'agost d'aquell mateix any. Tot i així els aliats del comte de Tolosa no van ser capaços de contenir les accions militars i diplomàtiques del rei de França. Enric III d'Anglaterra va ser vençut a Taillebourg i la coalició aliada es va esfondrar.
Novament vençut, Ramon VII va signar el gener del 1243 a Lorris un nou tractat de pau on es confirmaven els compromisos establerts a Meaux-París el 1229.

### El concili de Besiers
Una de les conseqüències d'aquesta nova desfeta va ser la celebració el 18 d'abril de 1243, a Besiers, d'un concili catòlic que va reunir les grans autoritats de la regió. Hi van ser presents tant el comte de Tolosa Ramon VII com els arquebisbes de Narbona i Arle, els bisbes de Tolosa, Lodeva, Agde, Nimes, Carpentràs, Marsella, Rodés, Albi, Agen i Caors i els abats dels grans monestirs del Llenguadoc. L'objectiu era intensificar la lluita contra l'heretgia i respondre a la massacre dels inquisidors a Avinhonet per a castigar-ne els autors. La campanya contra Montsegur va néixer de les conclusions del concili, conscients que qualsevol lluita contra els càtars seria inútil mentre existís aquest refugi. Hugues des Arcis, senescal de Carcassona, present també al concili de Besiers, va ser la persona encarregada de mobilitzar un exèrcit per prendre Montsegur.

## El setge

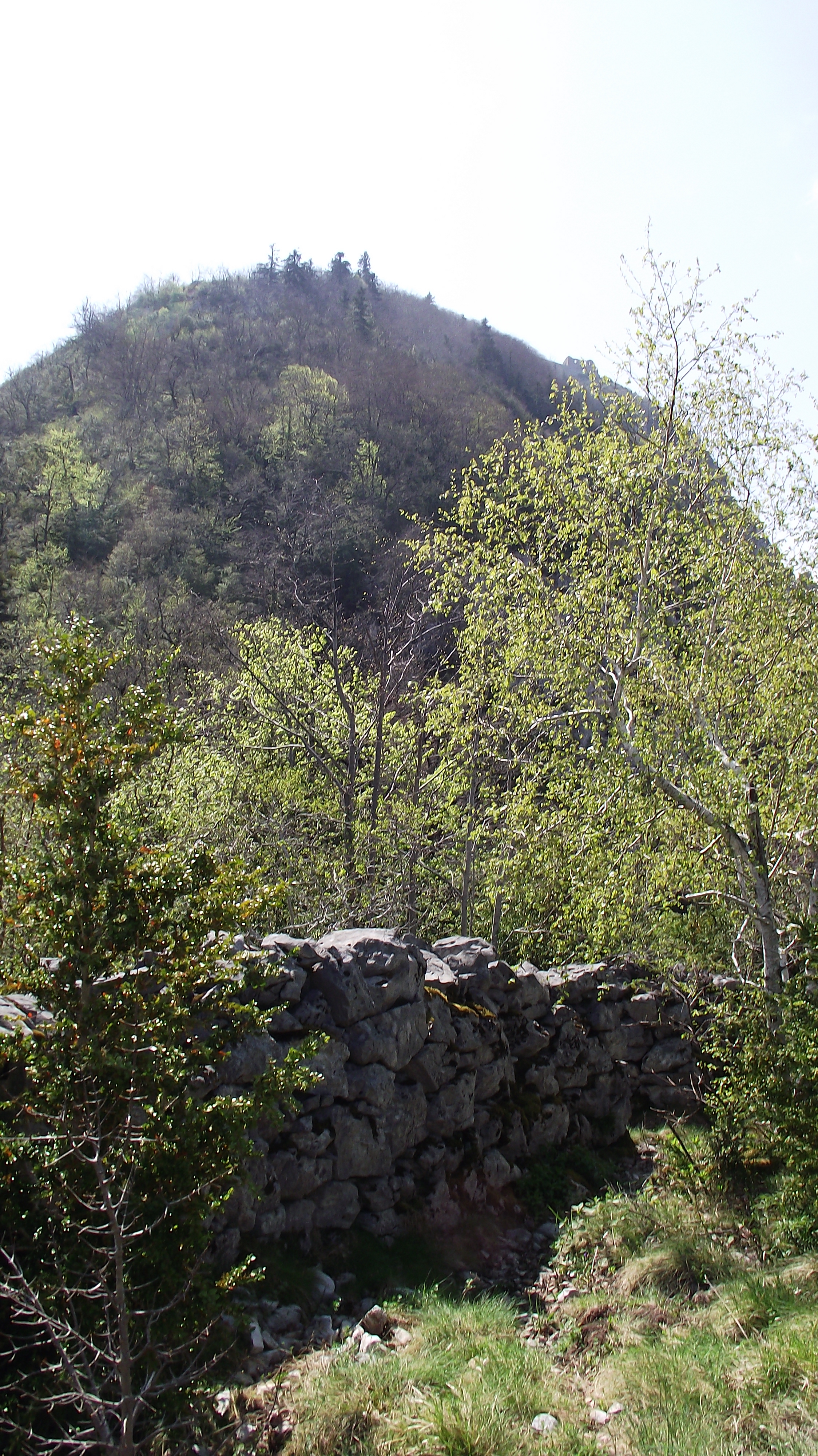
Restes de la torre de vigilància del Roc de la Tor. A la imatge es veu el fort pendent que cal salvar per arribar fins al capdamunt de la muntanya.

La fórmula que apareix sovint en les deposicions dels supervivents anomenant l'exèrcit assetjant com de «l'Església i el Rei» demostra que l'expedició de Montsegur va ser considerada una croada. Per la seva banda Pere Amiel, arquebisbe de Narbona, es va erigir en el cap espiritual de l'expedició, fet que confirma la concepció de croada per a aquesta campanya militar.

### Preparatius
Hugues des Arcis va reclutar sobretot homes del país per assetjar Montsegur, tot i que sabem que també va anar a buscar efectius a Autvilar (Gascunya) o Cauviçon, prop de Nimes. Va proclamar la cavalcada en nom del rei, servei militar obligatori que deixava a batlles i veguers assegurar la lleva de soldats. A l'Albigès el reclutament va anar a càrrec del bisbe d'Albi Durand de Belcaire, qui va aplegar una petita host. Tot i que la xifra exacta de soldats de l'host atacant és desconeguda, és segur que superava el miler i alguns autors arriben a xifrar-la en 6.000 o fins i tot 10.000 homes.
Pel que fa als assetjats, se sap pels testimonis dels supervivents que Pere Roger de Mirapeis va preparar la defensa a consciència. Va demanar reforços a tots aquells que simpatitzaven amb la causa i material militar, com ara perpunts, ballestes o cordes per al funcionament de màquines d'artilleria. En total, s'estima que unes 400 persones vivien al castell a l'inici del setge. Tot i això, només un centenar, o menys, eren soldats.
Un mes després de la celebració del concili de Besiers la tropa d'Hugues des Arcis, del bisbe d'Albi i de l'arquebisbe de Narbona va establir el setge al voltant de la muntanya on es refugiaven càtars i faïdits. Era a finals de maig de 1243.

### Primers combats
Malgrat les condicions d'inaccessibilitat de la muntanya sabem que durant els primers mesos de setge (maig-octubre) l'exèrcit assetjant va intentar entrar a Montsegur per la força. Es tracta d'una sèrie de combats ocorreguts al vessant sud de la muntanya, just per on s'accedeix avui en dia a les ruïnes del castell. Totes aquestes temptatives van fracassar. Les fonts ens han aportat quatre noms de defensors que van morir durant aquests primers combats: l'escuder d'Arnau Roger de Mirapeis, Ramon de Ventenac, i els sergents Sicart de Puivert, Guilhem de Gironda i Guilhem Claret. És probable que aquests combats s'allarguessin tot l'estiu, ja que els testimonis asseguren que Guilhem Claret va morir el mes d'octubre.
Per la seva banda Pere Roger de Mirapeis no va deixar de mantenir correspondència amb els seus contactes situats a l'exterior. La preocupació de la guarnició de Montsegur eren les gestions que estava duent a terme el comte Ramon VII de Tolosa, de qui en confiaven ajuda. L'esperança de l'arribada d'aquesta ajuda es va mantenir fins al final del setge. Les circumstàncies no obstant no jugaven a favor dels assetjats, ja que el comte de Tolosa estava excomunicat i en aquells moments era a Itàlia per intervenir en els conflictes entre el papa i l'emperador.

### La presa del Roc de la Tor
La tardor va passar amb relativa calma, sense que les fonts citin cap enfrontament. L'orografia escarpada de la muntanya havia demostrat a Hugues des Arcis que qualsevol atac directe resultava inútil i calia trobar un punt feble que els permetés destruir-ne les defenses.

La muntanya de Montsegur forma una cresta de 700 metres de llargada que perd alçada en direcció est. El pendent és molt pronunciat (30 ° de mitjana) i s'acaba de manera abrupta quan es troba amb la vall del riu Lasset. El poble i castell es trobaven a la part més alta (a 1207 metres) i una barbacana el protegia a mig pendent. Finalment al seu punt més baix (a 900 metres) hi havia una defensa amb una guarnició que controlava el pas que forma el riu Lasset. Aquest lloc se'l coneix avui en dia, encara, amb el nom de Roc de la Tor. Serà aquest el punt feble que l'exèrcit croat estava buscant.

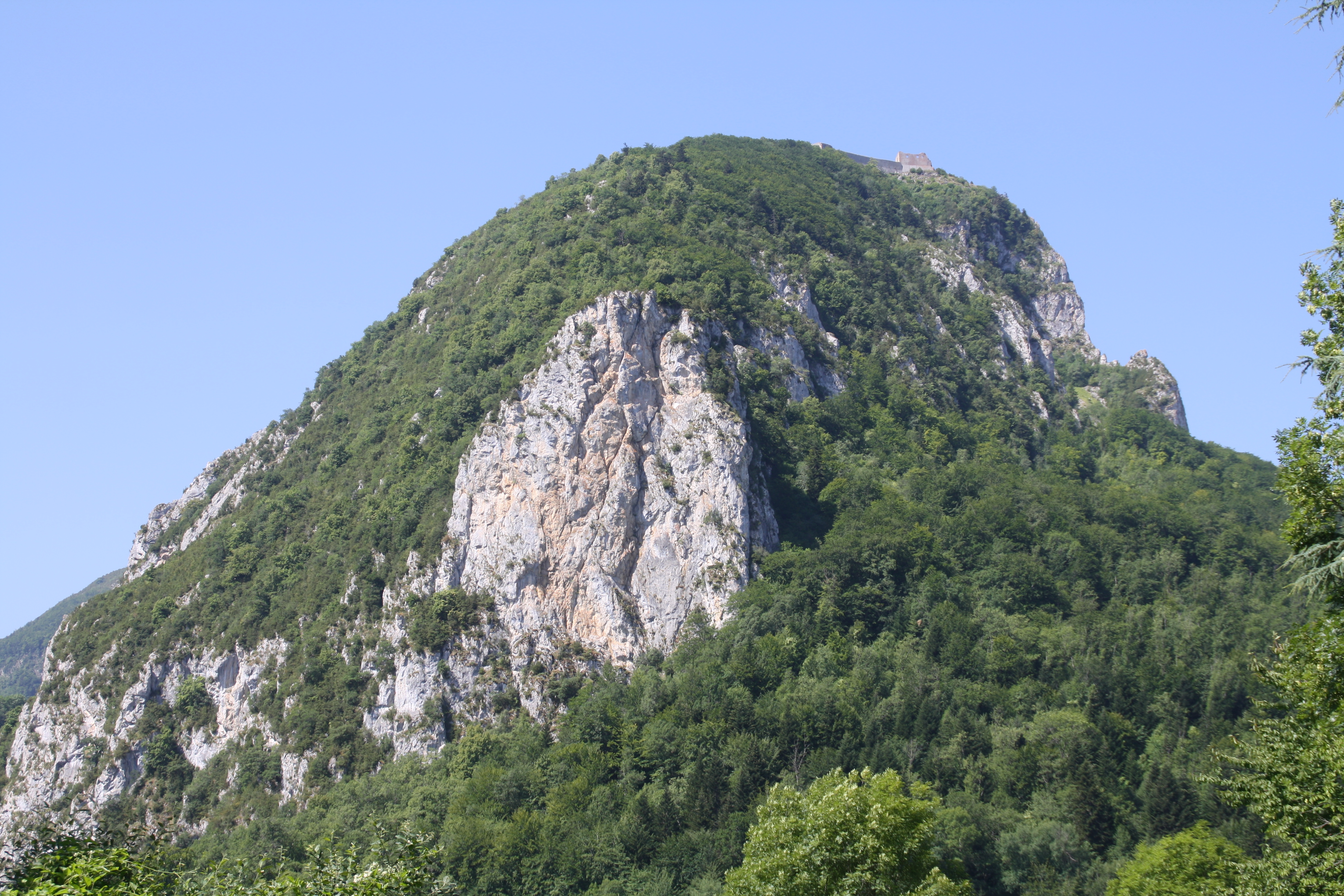
Penya-segat de 80 metres del Roc de la Tor, al vessant NE de la muntanya de Montsegur. Segons les fonts, pels volts del Nadal de 1243 un escamot va escalar-lo de nit per apoderar-se de la torre de guaita que hi havia al capdamunt.

Pels volts de Nadal de 1243 un escamot de soldats originaris de la Gascunya va escalar de nit els 80 metres de penya-segat del Roc de la Tor i va prendre el lloc per sorpresa assassinant els que allí es trobaven. Guilhem de Puèglaureç ho explica així a la seva crònica:
| « | Feia temps que hi eren sense fer grans progressos; però va succeir que alguns soldats armats de manera lleugera van ser enviats amb homes que coneixien l'indret i van organitzar de nit una ascensió per abruptes horribles. Conduïts pel Senyor, van arribar a una construcció que es trobava a un angle de la muntanya; Sorprenent-ne els sentinelles, van ocupar aquest fortí i van passar per l'espasa tots aquells que allà es trobaven. Quan va arribar el dia, i amb una mica més d'igualtat amb els altres, que ocupaven la posició més gran, es van posar a atacar-los amb força. I veient l'horrible via per on havien pujat de nit, no haurien gosat mai aventurar-s'hi de dia. Però quan van tancar els altres al cim, es va habilitar un accés més fàcil per a la resta de l'exèrcit. | » |

Cal pensar que els defensors van intentar a partir d'aquell moment aturar l'avenç de les tropes croades muntanya amunt, tot i que no tenim cap testimoni que en doni informació. No sabem del cert, tampoc, si la tropa de Montsegur va provar de recuperar el Roc de la Tor, tot i que la gran quantitat de puntes de projectils de ballesta que s'hi han trobat fa pensar que, com a mínim, ho va intentar.
L'exèrcit del rei de França i dels bisbes de Narbona i Albi havien pres una posició important dalt de la muntanya. Ara només els calia avançar.

### L'evacuació del tresor

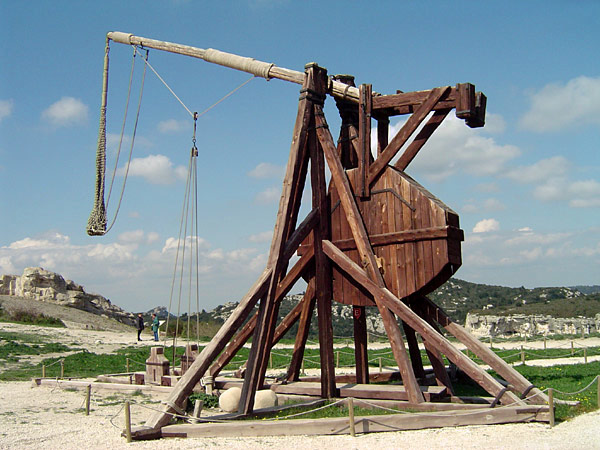
Trabuquet. Al setge de Montsegur es van utilitzar màquines de contrapès en ambdós bàndols.

Pels volts del dia de Nadal del 1243, preveient els perills que comportava l'ocupació del Roc de la Tor per part dels croats, la comunitat religiosa de Montsegur va evacuar el seu «tresor». Aquesta acció ha motivat cavil·lacions de tota classe sobre quin era el seu contingut, arribant a incloure-hi llibres misteriosos, inèdits de Plató, pedres precioses o, fins i tot, el Sant Graal.
La deposició davant de la inquisició d'Imbert de Salas, supervivent del setge, és la que en dona la notícia:
| « | L'herètic Mateu em va dir que ell i Pere Bonet, diaca dels herètics de Tolosa, quan van sortir de Montsegur amb l'or i l'argent i una quantitat infinita de moneda, van passar per on es trobaven els homes de Camon muntant guàrdia. Aquests els van indicar l'indret i camins per on passar i sortir lliurement. Aquests herètics van anar fins a una cova del Sabartès mantinguda per Ponç Arnau Castelverdun. Era pels volts del darrer Nadal. | » |

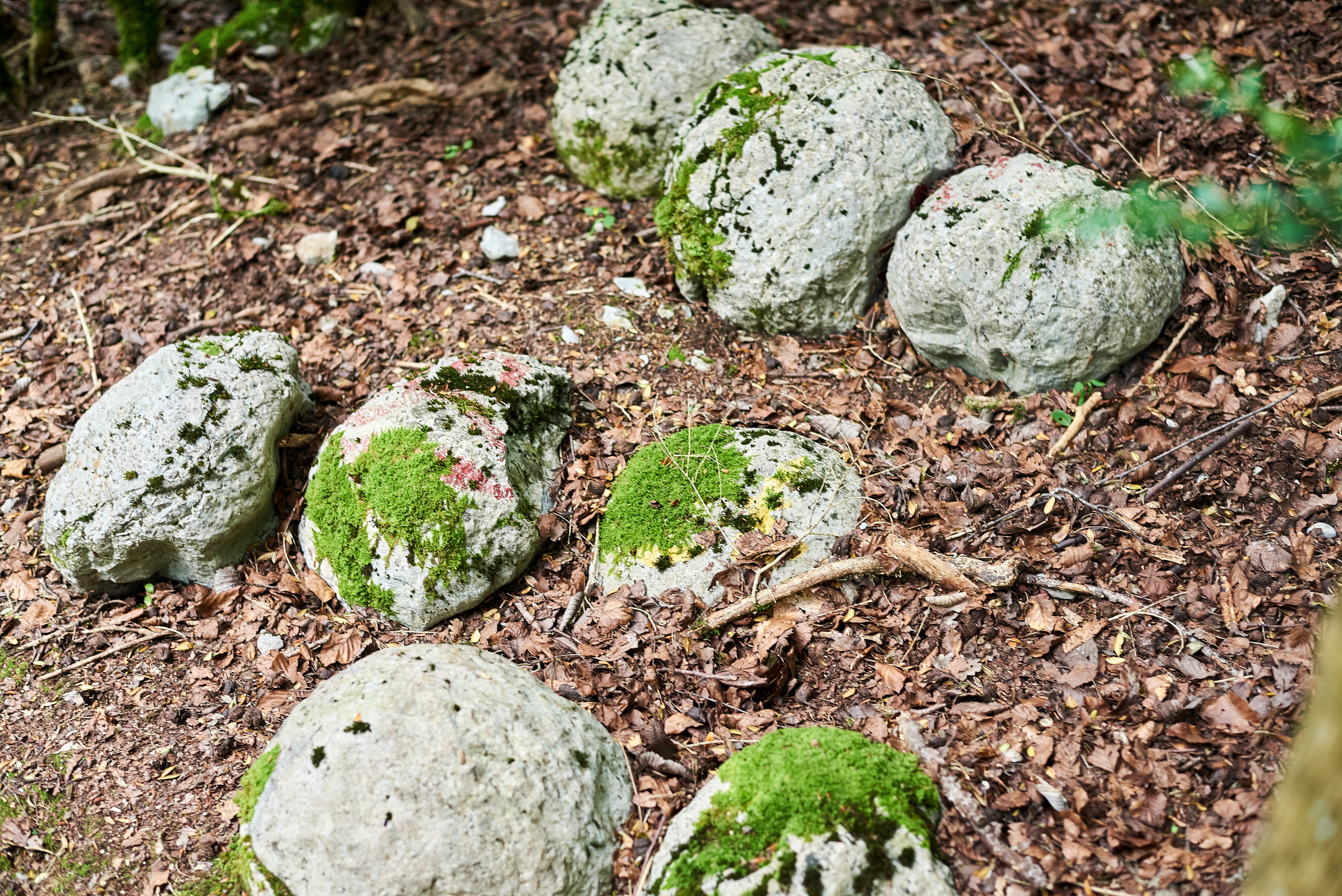
Projectils de trabuquet presents al vessant nord-oriental de la muntanya, testimoni de la utilització d'artilleria.

Més enllà de consideracions fantasioses, hem de concebre aquest tresor com el dipòsit de diners i documents que mantenia amb vida l'església dels bons homes i bones dones. Molts creients donaven propietats i diners als càtars en el moment de la seva mort. En tot cas, la missió va ser un èxit perquè el mes de febrer tornem a trobar a Mateu de tornada a Montsegur.

### L'arribada de Bertran de Vacalaria
La caiguda del Roc de la Tor a mans croades va permetre la instal·lació de maquinària de setge per batre les defenses del castrum. Els primers dies de gener de 1244 va arribar a Montsegur Bertran de Vacalaria, un enginyer de màquines enviat, segons les fonts coetànies, per homes propers al comte de Tolosa. L'objectiu era construir màquines d'artilleria per contrarestar les que havien començat a instal·lar els croats a la part baixa de la muntanya. Novament Imbert de Salas ens en dona la notícia:
| « | L'enginyer Bertran de Vacalaria, de Capdenac, va entrar de nit a Montsegur i va construir màquines contra les màquines del rei. | » |

Sembla que van ser els oficials del mateix comte de Tolosa els que van enviar aquest enginyer en ajuda dels assetjats. Alguns testimonis així ho confirmen, tot i que torna a ser el sergent Imbert de Salas el que ens dona la dada més esclaridora:
| « | I un dia, a la lliça, el mateix Bertran de Vacalaria va dir públicament davant de tothom: Companys, no cal amagar-ho més. Heu de saber que Sicard Alaman i Bertran Laroca, batlles del comte de Tolosa, als qui els havia tramès una carta sobre aquest tema, m'han enviat al castell de Montsegur en la vostra ajuda. | » |

La presència d'aquest enginyer sembla demostrar que l'esperança de rebre ajuda de l'exterior no era infundada. També és una mostra més que el setge va ser sempre permeable, ja que uns quants testimonis documenten l'arribada o sortida de persones durant el teòric bloqueig de la muntanya.
No sabem quantes màquines finalment van participar en aquest duel d'artilleria. En tot cas, les que maniobraven els homes de Pere Roger de Mirapeis no van aconseguir el seu objectiu, ja que l'avenç per la carena de la muntanya dels croats no es va aturar. El mes de febrer del 1244 les tropes d'Hugues des Arcis es van plantar davant de les defenses orientals de Montsegur.

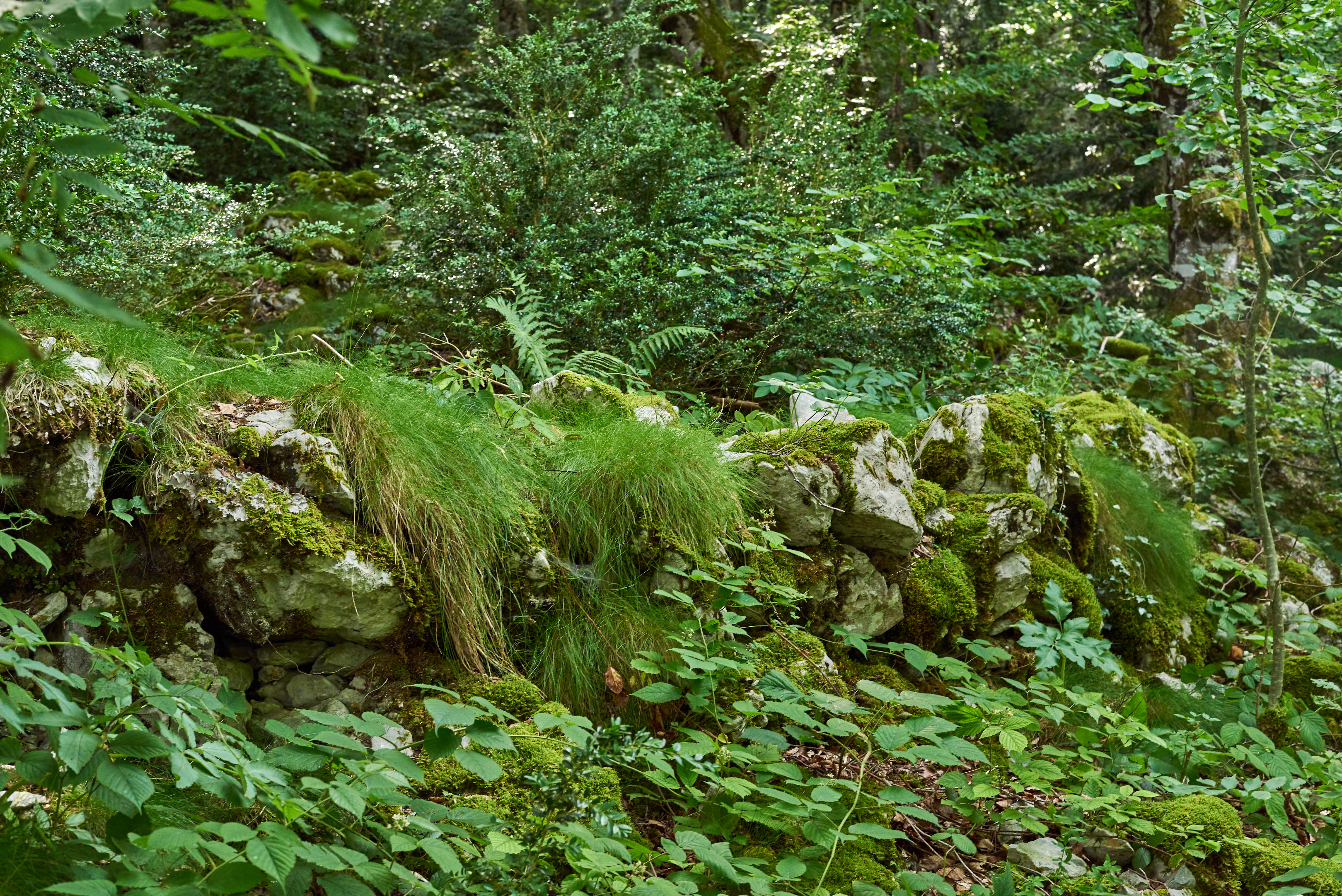
Vestigis de murs a la zona de la barbacana, al vessant nord-oriental de la muntanya. En aquest lloc és on es van viure els combats més durs de tot el setge.

### L'atac a la barbacana
L'existència d'una barbacana a Montsegur la certifiquen diversos testimonis. Una lectura acurada de les fonts i la intervenció de l'arqueologia ha permès de situar-la al vessant nord-oriental de la muntanya, a poc més de 200 metres de la part més elevada del pech. En aquest indret l'arqueologia ha testimoniat l'existència d'una sèrie d'estructures relacionades amb una elevada concentració de projectils de trabuquet. Aquest va ser el lloc on es van viure els combats més durs de tot el setge.
La progressió dels croats els va dur fins a les portes mateixes de Montsegur el mes de febrer. L'artilleria ara tenia a l'abast tant les muralles com el nucli urbà, que van fustigar amb intensitat. També sabem per les fonts que hi va haver intents fracassats per part dels homes d'Hugues des Arcis d'escalar els murs:
| «                              | Quan els sergents gascons i francesos, que tenien assetjat el castre de Montsegur, el van voler prendre mitjançant escales amb les quals volien escalar, Claustre de L'Avelhanet va cridar a aquells que eren dins: "Atenció a les escales!". D'aquesta manera, els que eren a l'interior, quan van sentir això, van impedir de pujar per les escales als que volien entrar. Va ser aquest any, entre Nadal i Carnaval. | » |
| — Imbert de Salas (19.05.1244) | |   |

D'aquests darrers combats ens han arribat els noms de cinc homes que van morir defensant els murs de Montsegur: Bertran de Bardenac, Jordan del Mas, Bernat Roan, Bernat de Carcassona i Pere Ferrer. Davant de la possibilitat de morir, molts habitants de Montsegur van decidir fer la conveneza, ritual que et permetia rebre el consolament malgrat estar moribund i sense poder articular cap paraula ni gest.
| «                                          | Guiraud de Rabat, Ramon de Marcella, Bernat de Carcassona, Perrin de Pomas i Pere Vital van convenir amb Bertran Martin, bisbe dels herètics, que si ells havien perdut la paraula, se'ls rebria sempre que encara els trobessin amb vida. Bertran Martin els va prometre que els rebria, a condició que els trobés encara vius (...) Va ser després de Nadal. | » |
| — Arnau Oliver de L'Avelhanet (23.03.1244) | |   |

La situació havia esdevingut molt crítica, els assetjats havien quedat arraconats darrere les seves defenses i l'assalt en massa de Montsegur era una qüestió de temps. Davant d'aquestes circumstàncies Pere Roger de Mirapeis va demanar aturar els combats per negociar la rendició de la plaça. Era el 2 de març de 1244.

### La treva

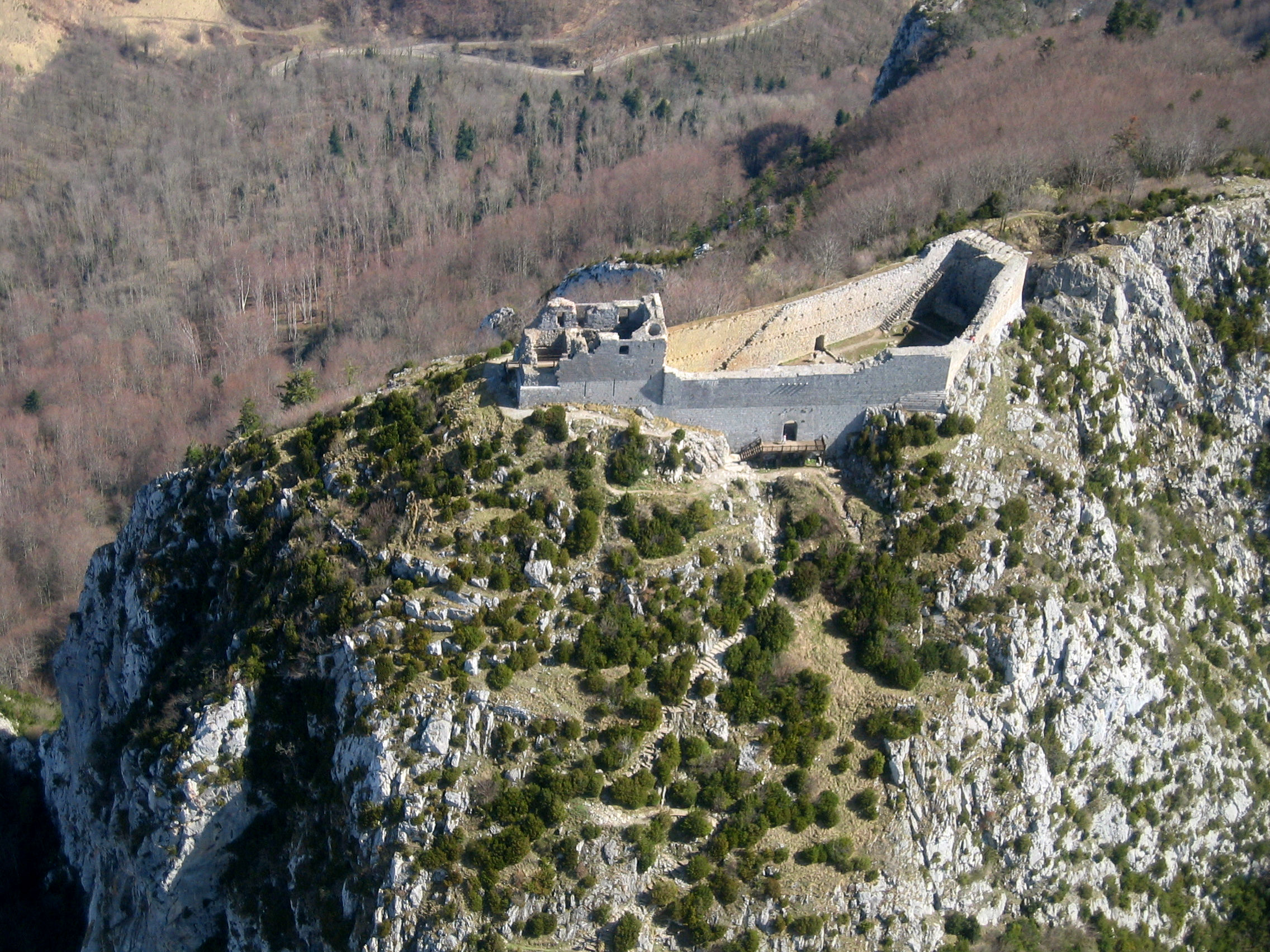
Castell de Montsegur. El van construir a finals del sobre les runes de l'assentament existent durant el setge.

Les clàusules de la rendició només les sabem de manera indirecta. Es va pactar una treva de quinze dies abans de l'entrega definitiva de Montsegur al senescal de Carcassona. Es van entregar també una sèrie d'ostatges que asseguraven la no violació d'aquesta treva per part de Pere Roger de Mirapeis. Per altra banda la guarnició de Montsegur i els civils podrien sortir indemnes, tot i que tothom hauria de declarar davant de la Inquisició. Els heretges que no adjuressin no tindrien perdó i moririen al cap de quinze dies a la foguera. Un passatge de la Crònica de Guilhem de Puèglaureç resumeix a grans trets algunes d'aquestes clàusules:
| «                                 | Com que els que eren dins, atacats, no tenien cap repòs ni de dia ni de nit, i com que no podien aturar els atacs de les tropes fidels, van acceptar la vida salva i abandonaren als atacants els castells i els heretges revestits, que tant homes com dones n'eren al voltant de 200 (...) Refusant la conversió a què van ser convidats, els van cremar en un enclòs fet de pals i estaques on van calar-hi foc, i van passar al foc del Tàrtar. | » |
| — Guilhem de Puèglaurenç, Crònica | |   |

Abans que s'acabés la treva, el diumenge 13 de març, més de vint persones van demanar als bisbes Bertran Martin i Ramon Agulher de rebre el consolament. El 16 de març acompanyarien la resta de religiosos a la foguera.
El matí del 16 de març de 1244 Ramon Roger va lliurar la plaça a Hugues des Arcis i immediatament, al peu de la muntanya, els creients en l'heretgia que no van abjurar van ser cremats vius en una gran foguera.

## Desenllaç

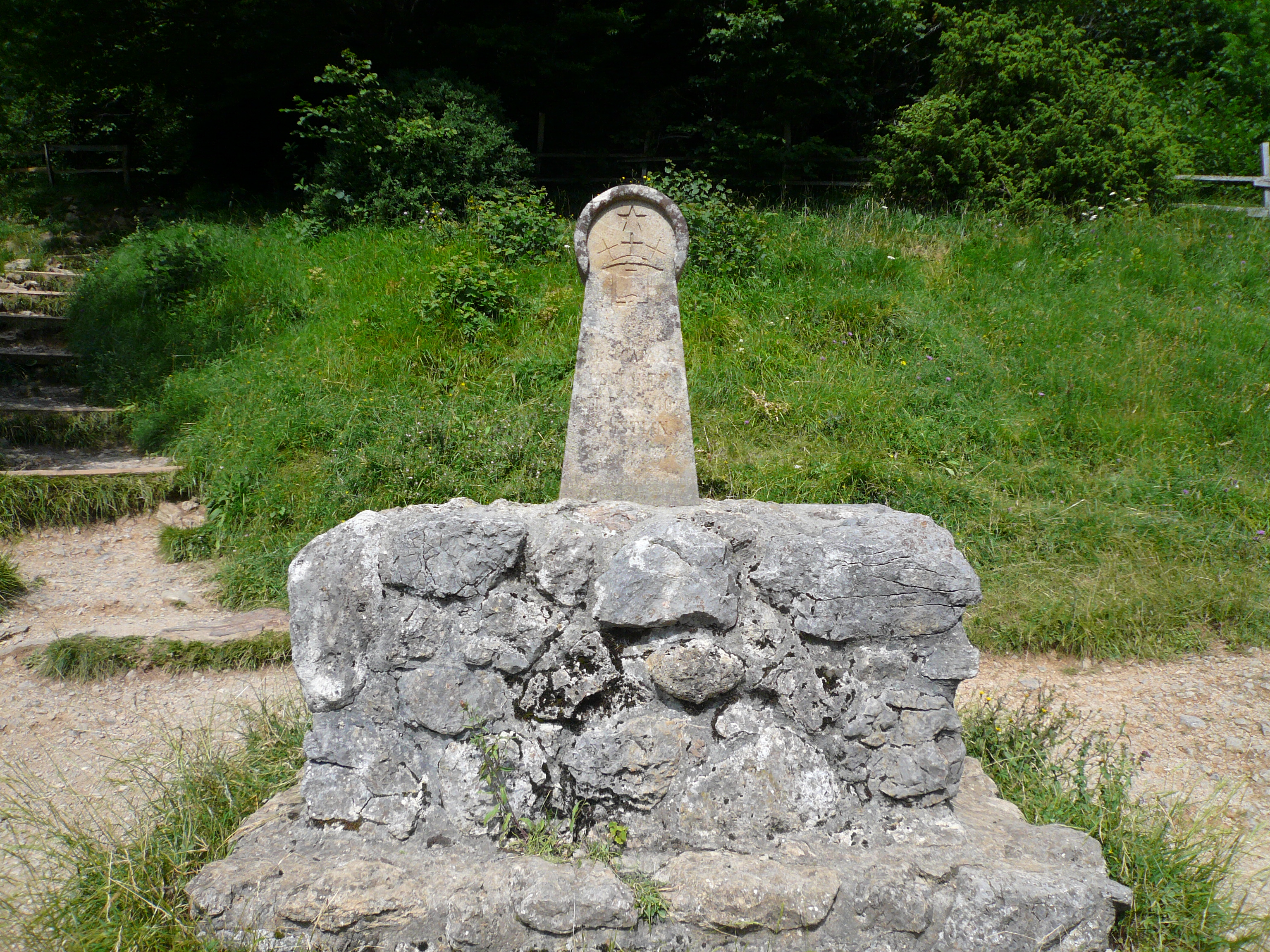
Monument en record dels càtars que van morir a la foguera el 1244.

La caiguda de Montsegur va significar un cop molt dur pel catarisme, ja que allí s'hi trobava la seva alta jerarquia, que va morir a la foguera. Per altra banda va ser també un dels darrers episodis bèl·lics de la croada albigesa i de la resistència del Llenguadoc enfront de la invasió francesa. Les darreres ciutadelles en resistir, Querbús i Niort, van caure el 1255 i molts s'exiliaran a la Llombardia. Sense refugi i cada cop més perseguit, el catarisme al Llenguadoc s'anirà dissipant fins a desaparèixer del tot durant la primera meitat del segle xiv.
El castrum de Montsegur va ser lliurat a Guy de Levis, senyor de Mirapeis per dret de conquesta. Les cases que integraven el petit poble càtar a dalt de la muntanya van ser arrasades i al seu lloc, a finals del segle xiii, s'hi va bastir el castell que encara podem veure avui en dia.
La primavera de 1960, sota iniciativa de la Société du Souvenir et des Etudes Cathares i la direcció de Déodat Roché, es va erigir al peu de la muntanya un monument commemoratiu en record de les persones cremades el 16 de març de 1244.

### Llibres
- Barrère, Michel; Brenon, Anne; Cornède, Pierre-Toussaint; Pailhès, Claudine. Montségur, village ariégeois (llibre) (en francès).  Sent Gironç: Conseil général de l'Ariège-Archives départamentales, 2007. ISBN 2-86009-015-0.
- Bordonove, Georges. Les Grandes Heures de l'Histoire de France.  París: Pygmalion, 1991. ISBN 2-85704-359-7. (francès)
- Biget, Jean-Louis. Imbert de Salles, défenseur de Montségur (llibre). Col. Homes et Femmes.  Tolosa de Llenguadoc: Vent Terral, 2016. ISBN 978-2859271169. (francès)
- Brenon, Anne. Montségur, 1244-1994: Mémoire d'héretique (llibre).  Portèth de Garona: Loubatières, 1994. ISBN 978-2862662114. (francès)
- Cowper, Marcus. Cathar Castles. Fortresses of the Albigensian Crusade 1209-1300.  Oxford: Osprey Publishing, 2006, p. 64 (Fortress n55). ISBN 978 1 84603 066 6. (anglès)
- Czesky, André. Montségur, nouveau régard (llibre).  Amboise: Éditions les Trois R, 2018. ISBN 978-2-911129-18-6. (francès)
- Duvernoy, Jean. Le dossier de Montségur, Interrogatoires d'Inquisition, 1242 - 1247 (llibre).  Tolosa de Llenguadoc: Le Pérégrinateur éditeur, 1998. ISBN 2-910352-08-0. (francès)
- Escura Dalmau, Xavier. Els mites de Muret i Montsegur (llibre). 338.  Barcelona: Rafael Dalmau Editor, 2003 (Episodis de la història). ISBN 84-232-0660-2. (català)
- Niel, Fernand. Le pog de Montségur (llibre).  Tolosa de Llenguadoc: Institut d'Estudis Occitans, 1949. (francès)
- Oldenbourg, Zoé. Le bûcher de Montségur (16 mars 1244) (llibre).  París: Folio, 1989. ISBN 978-2070325078. (francès)
- Ott, Inge. The Siege of Montsegur (llibre).  Edimburg: Floris books, 1982. ISBN 978-0903540636. (anglès)
- Pailhès, Claudine. Montségur : la mémoire et la rumeur, 1244-1994. - Actes du colloque tenus à Tarascon, Foix et Montségur les 21, 22, 23 octobre 1994 (llibre).  Carcassona: Conseil Général de l'Ariège, 1994. ISBN 2-86009-003-7.(francès)
- Paladilhe, Dominique. Simon de Montfort (llibre).  Tolosa de Llenguadoc: Perrin, 1997. ISBN 2-262-01291-1. (francès)
- Peignot, Gabriel. Précis historique et analytique des pragmatiques, concordats, déclaration, constitution, convention et autres actes relatifs à la discipline de l'Église en France. Depuis Saint Louis jusqu'à Louis XVIII  (llibre).  París: Chez Ant. Aug. Renouard, 1817. (francès)
- Peyrat, Napoléon. Histoire des Albigeois (llibre). 2.  París: A. Lacroix, 1870. (francès)
- Pueglaurenç, Guilhem de. Crònica (llibre).  Besiers: Librairie de Bénézech-Roque, 1864. (francès)
- Rahn, Otto. Kreuzung gegen den Gral (llibre).  Stuttgart: Günther Verlag, 1933. ISBN 3-927940-71-2. «edició de l'any 2000» (alemany)
- Roquebert, Michel. L'épopée cathare: Mourir à Montségur (llibre). 4.  Tolosa de Llenguadoc: Perrin, 2001. ISBN 9978-2-262-02653-0. (francès)
- Roquebert, Michel. Montségur, les cendres de la liberté (llibre).  Tolosa de Llenguadoc: Éditions Privat, 1998. ISBN 2-7089-5401-6. (francès)
- Schmidt, Charles. Histoire et doctrine de la secte des cathares ou albigeois (llibre).  París: J. Cherbuliez, 1848. (francès)
- Vaisètte, Joseph; Devic, Claude; du Mège, Alexandre. Histoire Générale de Languedoc (en francès, llatí). VII i VIII.  Tolosa de Llenguadoc: Privat, 1872.(francès) (llatí)

### Articles
- Balsa, Jean-Pierre; Czeski, André; Sabatier, Michel «Nouveaux regards sur le castrum : états des recherches effectuées dans la forêt du versant oriental du pech de Montségur». Bulletins de la Société Ariégeoise des Sciences, Lettres et Arts, 1998. ISSN: 0988-1557.(francès)
- Barthet, Laure. La prise de la barbacane de Montségur (Ariège) en février 1244: une introduction à l'archéologie de la polyorcétique (article). Artillerie et fortifications, 1200-1600.  Rennes: Presses Universitaires de Rennes, 2011. ISBN 9782753513426.(francès)
- Barthet, Laure; Sabatier, Michel «Montségur : le mythe à l’épreuve de l’archéologie» (en francès). Patrimoines du Sud, 10, 2019. DOI: 10.4000/pds.3186.
- Cèbe, Oivier «Montségur 1244 – l'empreinte d'un bûcher dans la mémoire d'un peuple». Cahiers d'Études Cathares, 1995, p. 145-146. (francès)
- Comte, Paul «Le Graal et Montségur». Bulletin de la Société archéologique du Gers, 1951, p. 332-345. (francès)
- GRAME Montségur, 13 ans de recherches archéologiques: 1964-1976. GRAME (Groupe de Recherches Archéologiques de Montsegur et Environs), 1980.(francès)
- Molinier, Auguste. Catalogue des actes de Simon et d'Amauri de Montfort (article).  París: Bibliothèque de l'École des chartes, 1873.(francès)
- Sarret, Jean-Pierre «La communauté villageoise de Montségur au XIII e siècle (Ariège)». Archéologie du Midi Médiéval, 1984, p. 116-118. (francès)
- Sarret, Jean-Pierre «L'armement». Montségur, 13 ans de recherches archéologiques: 1964-1976. GRAME (Groupe de Recherches Archéologiques de Montsegur et Environs), 1980, p. 112-124.(francès)
- Trénon, Rodrigue «Las hogueras de Montsegur» (en castellà). Desperta Ferro, 62, 2020, pàg. 38-45. ISSN: 2171-9276.